# Stefano Patuanelli
Stefano Patuanelli (Trieste, 8 giugno 1974) è un politico italiano.
Dal 23 marzo 2018 senatore della Repubblica per il Movimento 5 Stelle, di cui è capogruppo al Senato nella XIX legislatura dopo esserlo stato nella XVIII, ha ricoperto le cariche di ministro dello sviluppo economico nel governo Conte II (2019-2021) e di ministro delle politiche agricole alimentari e forestali nel governo Draghi (2021-2022).

## Biografia
Nato l’8 giugno 1974 a Trieste, dopo aver ottenuto la laurea in ingegneria edile all'Università degli Studi di Trieste con il voto di 110 e lode, si è specializzato nel settore delle opere pubbliche, e risulta iscritto all'Ordine degli ingegneri dal 2004 sin da quando esercita la libera professione.
È stato consigliere e tesoriere dell'Ordine degli ingegneri della provincia di Trieste dal 2009 al 2011.

### Vita privata
Sposato e con tre figli, Patuanelli è capace di suonare discretamente il pianoforte, studiato da autodidatta, ed è un amante dello sport: mezzofondista e cestista, è stato anche allenatore di basket, arrivando a guidare squadre di serie C maschile.

## Attività politica

### Gli inizi nel M5S
Si è iscritto alla piattaforma Meetup Amici di Beppe Grillo il 17 luglio 2005, data nella quale ha costituito il Gruppo a Trieste e del quale è stato organizer per molto tempo, sulla scia della quale nascerà nel 2009 il Movimento 5 Stelle (M5S) di Beppe Grillo e Gianroberto Casaleggio.
Alle elezioni amministrative del 2011 viene candidato al consiglio comunale di Trieste con il M5S, a sostegno del candidato sindaco Paolo Menis, venendo eletto e ricoprendo l'incarico fino al 2016.
Alle elezioni politiche del 2018 viene candidato al Senato della Repubblica, tra le liste del Movimento 5 Stelle nel collegio plurinominale Friuli-Venezia Giulia - 01, venendo eletto senatore ed entrando a far parte della Commissione speciale per l’esame degli atti urgenti presentati dal Governo.

### Capogruppo M5S al Senato

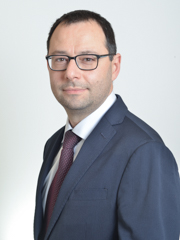
Patuanelli eletto al Senato della Repubblica nel 2018

Il 6 giugno 2018 Patuanelli viene eletto capogruppo del Movimento 5 Stelle al Senato, indicato su proposta del capo politico del M5S Luigi Di Maio per la sua fedeltà, dopo la nomina del suo predecessore Danilo Toninelli a ministro delle infrastrutture e dei trasporti, mantenendo la carica per tutta la durata del primo governo guidato da Giuseppe Conte (rinominato governo giallo-verde), che vede i pentastellati coalizzati con la Lega di Matteo Salvini.
Nel corso del suo incarico da capogruppo ha dimostrato capacità organizzativa e gestionale, di saper conquistare la fiducia dei compagni di partito, oltre che il pregio di aver intrattenuto ottimi rapporti con tutti i suoi colleghi a Palazzo Madama, dal Partito Democratico fino alla Lega, con i quali ha lavorato bene nel governo giallo-verde, anche se non si risparmia da replicarli o attaccarli quando attaccano lui o il suo partito, com'è successo con Matteo Salvini o Matteo Renzi.

### Ministro dello sviluppo economico
Dopo la fine dell'esecutivo con la Lega, Patuanelli è stato fra i principali animatori e negoziatori del passaggio del Movimento 5 Stelle alla coalizione con il Partito Democratico e Liberi e Uguali, venendo designato il 4 settembre da Giuseppe Conte, rimasto alla guida dell'esecutivo, come ministro dello sviluppo economico. Il giorno della sua designazione ha ribadito la continuità nella gestione del suo predecessore.
Il giorno successivo, il 5 settembre 2019, presta giuramento giura nelle mani del Presidente della Repubblica Sergio Mattarella come ministro dello sviluppo economico nel secondo governo Conte, in successione del leader del suo partito Luigi Di Maio passato al Ministero degli Affari esteri.
Appena insediatosi al Mise, si ritrova ad affrontare oltre 150 dossier di vertenze in tutta Italia tra stalli e scadenze imminenti, e nel corso del mandato al Mise ha seguito le crisi d'imprese come Whirlpool, ILVA, Alcoa, Embraco, Industria Italiana Autobus, Bekaert, AFERPI, Piaggio Aerospace, ABB, Franco Tosi Meccanica e Fincantieri, riducendo i tavoli in un anno e mezzo da 150 a 99 (65 dei quali aperti e gli altri relativi soltanto a tavoli di monitoraggio, dove un controllo costante, in particolare nei settori in crisi, è fondamentale) e guadagnandosi l'apprezzamento delle parti sociali quanto quelle di Confindustria.
Durante la crisi di governo del governo Conte II innescata da Matteo Renzi e la sua Italia Viva, viene considerato sui giornali, per le caratteristiche di essere ben visto da un largo ventaglio di forze politiche presenti in Parlamento, per sostituire Giuseppe Conte alla guida dell'esecutivo, ma lo stesso Patuanelli è intervenuto in prima persona affermando: «Pensano di poterci usare contro Conte, ma si sbagliano».

#### Pandemia COVID-19 e attività internazionale

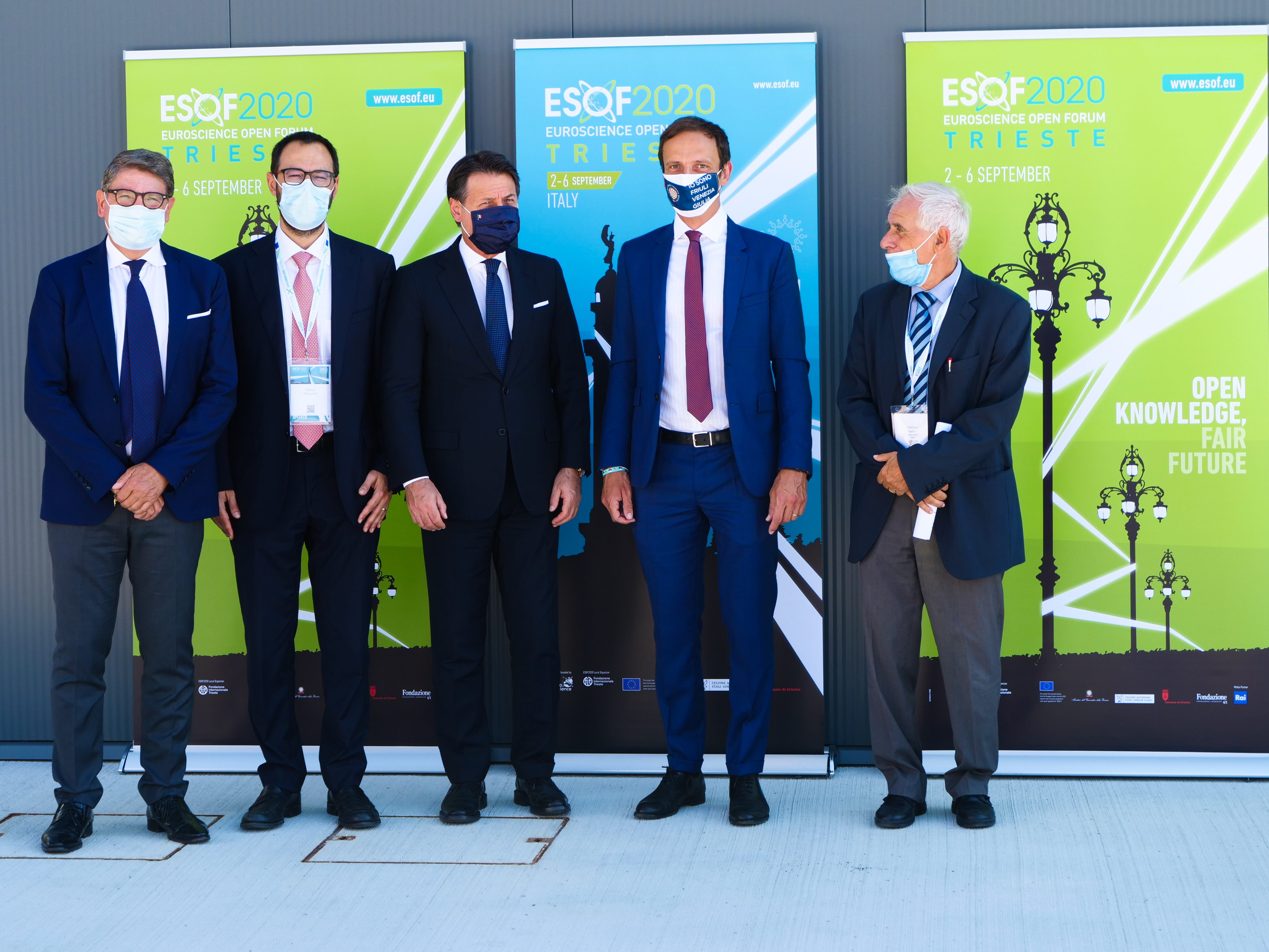
Stefano Patuanelli (secondo da sinistra) allEuroScience 2020 con (da sinistra) il Prefetto di Trieste Valerio Valenti, il premier Giuseppe Conte, il presidente della Regione Friuli-Venezia Giulia Massimiliano Fedriga e il Fisico Stefano Fantoni

Durante la pandemia di COVID-19, si è occupato di elaborare delle misure atte ad affrontare l'emergenza economica causata dalla pandemia, come i decreti: "Cura Italia", "Rilancio, Semplificazioni", "Ristori", "Ristori due", "Ristori tre" e "Ristori quattro", oltre a contribuire alla stesura del testo relativo al Piano Nazionale di Ripresa e Resilienza. Inoltre nel suo daffare al governo, più di altri ministri, ha intessuto una rete di relazioni con i partner europei, come il ministro dell’Economia francese Bruno Le Maire e la commissaria europea per la concorrenza Margrethe Vestager.

#### Provvedimenti
Nel corso del primo Consiglio dei ministri in cui Patuanelli presenzia, il governo approva su sua iniziativa il decreto che affida alle autorità statali il "golden power" nelle operazioni concernenti i rami strategici del settore tecnologico.
Assieme al ministro dei Trasporti Paola De Micheli, si è occupato del piano di rilancio della compagnia aerea Alitalia, oltre che della revoca amministrativa in corso di Autostrade per l'Italia al Gruppo Benetton.
Le azioni principali adottate nel suo mandato sono state il Piano Nazionale Transizione 4.0, giudicato come evoluzione e miglioramento del vecchio piano Industria 4.0, il cosiddetto "Superbonus 110%" sulle ristrutturazioni edilizie come misura strutturale seppur con un décalage a seconda dell'effettivo tiraggio degli incentivi (che nella versione originale all'art.119 del Decreto Rilancio sarebbero dovuti finire nel dicembre 2021), la riforma del Fondo Centrale di Garanzia per le PMI, che ha rilasciato oltre 200 miliardi di Euro di garanzia statale ai prestiti delle imprese, e la riduzione dei tavoli di crisi del ministero passati da 150 a 99.

### Ministro delle politiche agricole
Il 12 febbraio 2021 viene annunciato come ministro delle politiche agricole alimentari e forestali nel governo guidato da Mario Draghi, giurando il giorno seguente al palazzo del Quirinale nelle mani del Presidente della Repubblica Mattarella come ministro nel governo Draghi il 13 febbraio 2021. Successivamente diventa anche capo-delegazione del Movimento 5 Stelle al governo.
All'interno dell'esecutivo Patuanelli si caratterizza tra i ministri politici con rapporti distanti, o addirittura in divergenza, dal premier Draghi, per via degli screzi avuti con alcuni provvedimenti come quello del Superbonus 110%, oltre per essere considerato un uomo di massima fiducia di Giuseppe Conte.

#### Risposta alla direttiva Ue
Dopo l’avvio della procedura di infrazione da parte dell’Unione europea contro l’Italia, per non aver recepito entro il 1º maggio 2021 le norme comunitarie che vietano sedici pratiche commerciali sleali utilizzate dai grandi acquirenti nella filiera della catena alimentare, propone, assieme alla collaborazione del Ministro degli Affari esteri Luigi Di Maio, un decreto legislativo che recepisce la direttiva Ue 2019/633, che viene approvato in Consiglio dei ministri, adeguamento molto atteso e sollecitato da Coldiretti. Il decreto riguarda i ritardi nei pagamenti e annullamenti di ordini dell’ultimo minuto per prodotti alimentari deperibili, passando per le modifiche unilaterali o retroattive dei contratti e il rifiuto di quelli scritti, fino al divieto di pagare al di sotto dei prezzi di produzione.

#### Provvedimenti
A dicembre 2021 emana i provvedimenti, sostenuto dalla Coldiretti insieme ai Ministri per lo Sviluppo Economico Giancarlo Giorgetti e della Salute Roberto Speranza, che salvano la spesa Made in Italy con l'obbligo di indicare in etichetta dal primo gennaio 2022 la provenienza dell'ingrediente principale, dal latte ai derivati del pomodoro, dai formaggi ai salumi fino a riso e pasta.
In vista sia della candidatura a patrimonio UNESCO assieme a Napoli, che dei rincari delle materie prime e dell'energia con un aumento dei costi del 40%, sostiene la filiera del caffè di Trieste, anche perché la filiera gioca un ruolo cardine con il suo porto, il primo porto commerciale del caffè da sempre, proponendo come soluzione l'accompagnamento strutturale delle imprese ad autoprodurre l'energia che consumano e spostare gli oneri di sistema dalla bolletta alla fiscalità generale, oltre al bisogno di sganciare il costo dell'energia elettrica dal gas.
Da ministro delle politiche agricole, si è occupato del percorso di attuazione del PNRR per i nuovi bandi destinati al settore dell'agricoltura, con la disponibilità economica di 1 miliardo e 200 milioni per i contratti di filiera. Inoltre si è occupato di proporre cinque eco schemi, di cui uno importante dal punto di vista della tutela della biodiversità, ossia degli insetti impollinatori, sulle piante mellifere, con una densità economica bassa nel Piano strategico nazionale (Psn) e nell’ambito della nuova Politica agricola comune (PAC).

### Rielezione al Senato
Alle elezioni politiche anticipate del 2022 viene ricandidato al Senato per il Movimento 5 Stelle sia nel collegio uninominale Friuli-Venezia Giulia - 01 (Trieste) oltreché come capolista nei collegi plurinominali Campania - 02, Friuli-Venezia Giulia - 01 e Lazio - 02. All’uninominale arriva quarto con il 7,39% (ottenendo però buoni risultati nella sua città natale Trieste col 10,33% portando il M5S a superare la Lega e collocandosi terza forza politica nel capoluogo), dietro Luca Ciriani del centro-destra (50,34%), Furio Honsell del centrosinistra (25,98%) e Giuliano Castenetto di Azione - Italia Viva (8,23%); tuttavia viene eletto nel collegio plurinominale Lazio - 02. In questo collegio porta il Movimento 5 Stelle ad essere seconda forza politica, superando il Partito Democratico di Enrico Letta con il 15,55% dei voti.

### Di nuovo capogruppo M5S al Senato
Il 18 aprile 2023 è eletto presidente del gruppo Movimento 5 Stelle a Palazzo Madama, succedendo alla dimissionaria Barbara Floridia, eletta presidente della Commissione parlamentare di Vigilanza Rai.

## Posizioni e idee politiche
È considerato di orientamento progressista, oltre a dichiararsi favorevole ad una legge sul conflitto d’interessi e sostenere fortemente la sicurezza sui luoghi di lavoro.